# Письменность и транскрипция австралийских языков

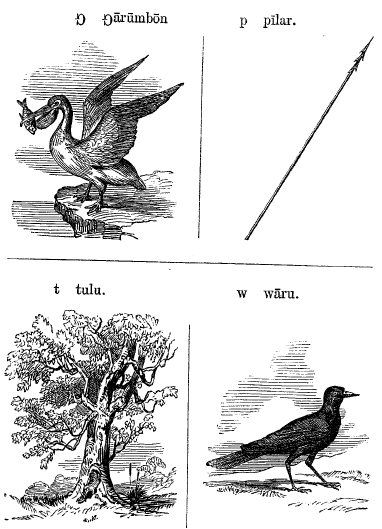
Страница из книги 1856 года издания с картинками, иллюстрирующими тогдашнюю орфографию для языка камилараай. Её особенностью было употребление буквы ŋ и макронов (¯).

До появления европейцев австралийские языки использовались исключительно в устном общении и не имели никакой письменности. Поэтому латинский алфавит стал неизбежно использоваться сначала в практической транскрипции, а затем и для впервые создававшихся орфографий. Однако довольно долго не существовало никакой чёткой системы, одни и те же звуки передавались по-разному, что привело к большому количеству вариантов написания одних и тех же слов.

## Ранние опыты письма
Вначале австралийские языки записывались английскими буквами так, как слышалось пишущему. Это означало, что разные австралийские фонемы, неразличимые для английского уха, записывались одинаково, и наоборот, разные аллофоны одной фонемы, соответствующие разным английским фонемам, записывались по-разному.
Большинство слов, заимствованных из местных языков в английский (а через него и в другие языки, в том числе русский), были записаны именно так, поэтому на их основе трудно понять как звучало изначальное слово.
Более осведомлённые в лингвистике писатели иногда использовали такие символы как ŋ или ġ для велярного носового /ŋ/, ñ для палатального носового /ɲ/, макрон (¯) или циркумфлекс (^) для долгих гласных, дужку (˘) для кратких. Однако эти знаки использовались несистематично.

## Современная орфография
Для многих современных австралийских языков лингвистами разработаны орфографии, в основе которых лежат общие принципы. Все эти орфографии стремятся быть фонематичными: одно слово может быть записано и прочитано только одним способом.
В большинстве австралийских письменностей используются только стандартные буквы английского алфавита, что приводит к необходимости использовать диграфы для тех звуков, которые не обозначаются отдельными буквами. Это в свою очередь может приводить к неоднозначностям. Например, и одна фонема /ŋ/, и сочетание /ng/ должны записываться одинаково. Чтобы их различать, сочетания записывается разными способами: n.g (с точкой), n’g (с апострофом) или nk.

### Гласные
Вокализм большинства австралийских языков представлен тремя фонемами, которые часто различаются по долготе: i, a и u. На морфонологическом уровне некоторые системы (например, в языке энинтиляква) могут быть описаны с помощью всего двух фонем. Тем не менее эти базовые гласные в определённых позициях могут реализовываться в виде аллофонов [e], [o] [ɯ] или [æ], что как правило не отражается на письме. Например, в языке матутунира слово wirrirri «пламя» произносится [weɾeɾɪ]. Широко распространённые долгие гласные обозначаются с помощью двух одинаковых букв, например: ii /iː/, aa /aː/, uu /uː/.
Тем не менее, встречаются языки, где гласные /e/ и/или /o/ могут быть отдельными фонемами.

### Согласные
Для консонантизма большинства австралийских языков характерно наличие большого количества локальных рядов (мест образования) для смычных согласных (от 4 до 7) при практическом отсутствии фрикативных согласных.
Другой особенностью австралийских языков является отсутствие фонологического противопоставления согласных по звонкости / глухости. Обычно для каждого локального ряда имеется только одна глухая фонема, которая в некоторых позициях может частично озвончаться (между гласными, после носовых согласных). Тем не менее, в орфографиях многих языков они обозначаются буквами для звонких согласных, так как их английское произношение оказывается ближе, чем произношение английских глухих, являющихся придыхательными. Столь же часто используются и буквы для глухих фонем. В некоторых языках звонкие аллофоны обозначаются буквами для звонких, глухие — для глухих. Наконец, в работах одних лингвистов или в ранних орфографиях может использоваться один способ передачи смычных, в работах других или в поздних орфографиях — другой. Всё это вносит страшную путаницу и, например, название одного и того же австралийского языка может иметь по несколько десятков вариантов написания (с учётом вариаций для других фонем).
Таким образом, в каждом локальном ряду имеется одна взрывная фонема, одна носовая и часто ещё одна боковая и/или преназализованная. Встречаются следующие типы согласных:
- губно-губные: p или b /p/, m /m/
- зубные: th/dh /t̪/, nh /n̪/, lh /l̪/
- альвеолярные: t или d /t/, n /n/, l /l/
- ретрофлексные: rt или rd /ʈ/, rn /ɳ/, rl /ɭ/
- альвео-палатальные: tj/ty/dj/dy/c/j /c ɟ/, nj/ny /ɲ/, lj/ly /ʎ/.
- палато-велярные (мягкие велярные): yk /k̟/, nyk /ⁿk̟/, nyng /ŋ̟/
- велярные: k или g /k/, ng/ŋ /ŋ/

Зубные согласные передаются диграфами с буквой h. При этом th обозначает не фрикативный межзубный как в английском, а обычный зубной взрывной как русские т/д.
Ретрофлексные согласные также обычно обозначаются диграфами с буквой r (rt, rn, rl), но в некоторых языках используется подбуквенная диакритика «подчёркивание»: ṯ, ṉ, ḻ, например, в языке питянтятяра.
Сочетания «носовой+чистый взрывной» могут передавать как одну преназализованную фонему, так и сочетания двух фонем, в зависимости от языка. Например, в языке яньюва представлены следующие преназализованные фонемы: mb /mb/, ngk /ŋɡ/, nj /ɲɟ/, nth /ⁿd̪/, nd /ⁿd/, rnd /ɳɖ/.
Практически во всех австралийских языках представлены скользящие w /w/ и y /j/. В нескольких языках представлен также зубной скользящий, который записывается как yh.
В большинстве австралийских языков представлены две р-образные фонемы:
- ретрофлексный аппроксимант r /ɻ/ (как в английском)
- дрожащий rr /r/ (как в русском)
- альвеолярно-ретрофлексный одноударный rd [ɽ] встречается гораздо реже (например, в вальбири)

## Практическая транскрипция на русский язык
Так как фонологические системы русского и австралийских языков очень различны, при передаче русской графикой слов, заимствованных из последних (этнонимов, лингвонимов, личных имён, реалий), используется практическая транскрипция, в которой различаются не все австралийские фонемы. Так, не различаются согласные зубного, альвеолярного и ретрофлексного рядов. Взрывные предпочтительнее передавать буквами для глухих (так как в русском языке глухие непридыхательны и тем самым ближе к австралийским звукам, чем английские глухие). Однако, для некоторых слов уже устоялось написание со звонкими согласными (например, бумеранг, языки дирбал, вальбири).
Гласные «е/э» и «о» используются для тех языков, в которых соответствующие звуки являются отдельными фонемами, хотя бы на поверхностном уровне. Например, первая гласная в названии языка энинтиляква противопоставляется в других словах гласной «a» и поэтому записывается по-русски через «э».
| практическая орфография | IPA             | русская транскрипция |
| ----------------------- | --------------- | -------------------- |
| a                       | a, æ            | а (э/е)              |
| i / e                   | i, e            | и (е)                |
| u / o                   | u, ɯ, o         | у (о)                |
| aa                      | aː              | аа                   |
| ii                      | iː              | ии                   |
| uu                      | uː              | уу                   |
| oo                      | u               | у                    |
|                         |                 |                      |
| w                       | w               | в                    |
| y                       | j               | й                    |
| ya, yi, yu              | ja, ji, ju      | я, (й)и, ю           |
| p, b                    | p / b           | п                    |
| t, d                    | t / d           | т                    |
| th, dh                  | t̪ / d̪           | т                    |
| rt, rd, ṯ               | ʈ / ɖ           | т                    |
| tj/ty/dj/dy/c/j         | tʲ / c / dʲ / ɟ | ть (тя, тьи, тю)     |
| yk                      | k̟ / ɡ̟           | кь                   |
| k, g                    | k / g           | к                    |
| m                       | m               | м                    |
| n                       | n               | н                    |
| nh                      | n̪               | н                    |
| rn, ṉ                   | ɳ               | н                    |
| ny, nj, ñ               | nʲ / ɲ          | нь (ня, ньи, ню)     |
| nyng, nyŋ               | ŋ̟               | нгь                  |
| ng, ŋ, ġ                | ŋ               | нг                   |
| ngg, ŋg                 | ŋk / ŋg         | нгк                  |
| n.g, n’g, nk            | nk / ng         | нк                   |
| l                       | l               | л                    |
| lh                      | l̪               | л                    |
| rl, ḻ                   | ɭ               | л                    |
| ly, lj                  | lʲ / ʎ          | ль (ля, льи, лю)     |
| rr                      | r, ɾ            | рр                   |
| r, ṟ                    | ɻ               | р                    |
| rd                      | ɽ               | р                    |